# Ning'an
Ning'an (en chino, 寧安; pinyin, Níng'ān) es un municipio  bajo la administración directa de la Prefectura Mudanjiang en la Provincia de Heilongjiang, República Popular China.  Su área es de 7200 km² y su población total para 2004 superó los 440 mil habitantes. 

## Administración
Desde julio de 2020, el  Municipio Ning’an se divide en 12 pueblos que se administran en 8 poblados, 2  villas y 2 villas étnicas. 